# ACP5
ACP5 (англ. Acid phosphatase 5, tartrate resistant) – білок, який кодується однойменним геном, розташованим у людей на короткому плечі 19-ї хромосоми. Довжина поліпептидного ланцюга білка становить 325 амінокислот, а молекулярна маса — 36 599.
| 10         |  | 20         |  | 30         |  | 40         |  | 50         |
| ---------- |  | ---------- |  | ---------- |  | ---------- |  | ---------- |
| MDMWTALLIL |  | QALLLPSLAD |  | GATPALRFVA |  | VGDWGGVPNA |  | PFHTAREMAN |
| AKEIARTVQI |  | LGADFILSLG |  | DNFYFTGVQD |  | INDKRFQETF |  | EDVFSDRSLR |
| KVPWYVLAGN |  | HDHLGNVSAQ |  | IAYSKISKRW |  | NFPSPFYRLH |  | FKIPQTNVSV |
| AIFMLDTVTL |  | CGNSDDFLSQ |  | QPERPRDVKL |  | ARTQLSWLKK |  | QLAAAREDYV |
| LVAGHYPVWS |  | IAEHGPTHCL |  | VKQLRPLLAT |  | YGVTAYLCGH |  | DHNLQYLQDE |
| NGVGYVLSGA |  | GNFMDPSKRH |  | QRKVPNGYLR |  | FHYGTEDSLG |  | GFAYVEISSK |
| EMTVTYIEAS |  | GKSLFKTRLP |  | RRARP      |  |            |  |            |

A: Аланін

C: Цистеїн

D: Аспарагінова кислота

E: Глутамінова кислота

F: Фенілаланін

G: Гліцин

H: Гістидин

I: Ізолейцин

K: Лізин

L: Лейцин

M: Метіонін

N: Аспарагін

P: Пролін

Q: Глутамін

R: Аргінін

S: Серин

T: Треонін

V: Валін

W: Триптофан

Кодований геном білок за функцією належить до гідролаз. 
Білок має сайт для зв'язування з іонами металів, іоном заліза. 
Локалізований у лізосомі.